# Ophelia neglecta
Espèce
Ophelia neglecta est une espèce de vers marins polychètes appartenant à la famille des Opheliidae. Il est appelé ophélie ou ver bleu.